# Florida (tỉnh Bolivia)
Florida là một tỉnh trong ở Santa Cruz, Bolivia. Thủ phủ của tỉnh là Samaipata. Tỉnh được thành lập vào ngày 15 tháng 12 năm 1924.
Tỉnh được chia thành 4 đô thị, tương ứng cũng là 4 thị trấn trung tâm của các đô thị này là: Samaipata, Pampa Grande, Mairana và Quirusillas. Dân số của tỉnh này vào khoảng 27.447 người (năm 2001).
Tỉnh này nổi tiếng với di chỉ khảo cổ Fuerte de Samaipata và vườn quốc gia Amboró.